# Padre Marcos
Padre Marcos este un oraș în Piauí (PI), Brazilia.